# Chewbacca
Chewbacca (znany też jako Chewie) – fikcyjna postać z Gwiezdnych wojen, przedstawiciel rasy Wookieech pochodzący z planety Kashyyyk. Jest wojownikiem i pilotem-mechanikiem. Od trzeciej do siódmej części grał go Peter Mayhew. W ósmej i dziewiątej części cyklu oraz w filmie Han Solo: Gwiezdne wojny – historie zastąpił go Joonas Suotamo.

## Życiorys

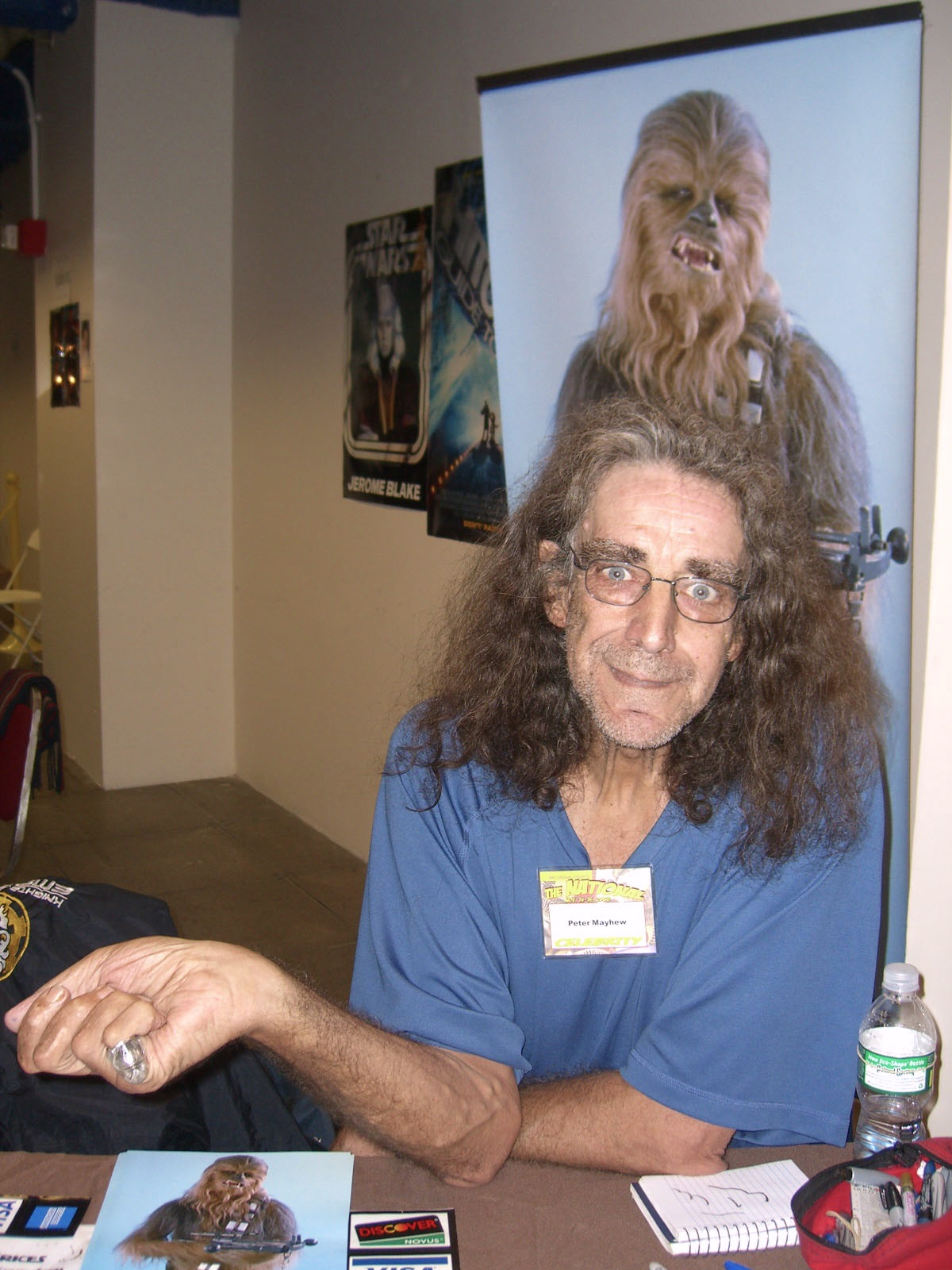
Peter Mayhew i grany przez niego Chewbacca (w tle)

Został niewolnikiem i pracował dla Imperium, aż do czasu uwolnienia przez Hana Solo. Razem z nim parał się przemytem, latając Sokołem Millennium.
Podczas realizacji jednego ze zleceń zetknęli się z Lukiem Skywalkerem, co w konsekwencji pchnęło ich do poparcia sprawy Rebeliantów, w szeregach których Chewbacca walczył aż do końca wojny domowej.

## Chewbacca wentomologii
Jego imieniem nazwano pluskwiaka Polemistus chewbacca.